# Konstantinos Zaltos
Konstantinos „Kostas“ Zaltos (griechisch Κωνσταντίνος Ζάλτος; * 5. Februar 2000) ist ein griechischer Leichtathlet, der sich auf den Hammerwurf spezialisiert hat.

## Sportliche Laufbahn
Erste internationale Erfahrungen sammelte Konstantinos Zaltos im Jahr 2018, als er bei den U20-Balkan-Meisterschaften in Istanbul mit einer Weite von 63,98 m den vierten Platz mit dem leichteren 6-kg-Hammer belegte. Anschließend schied er bei den U20-Weltmeisterschaften in Tampere mit 63,49 m in der Qualifikationsrunde aus. Im Jahr darauf brachte er bei den U20-Europameisterschaften in Borås keinen gültigen Versuch zustande. Zudem begann er im selben Jahr ein Studium an der University of Minnesota in den Vereinigten Staaten. 2022 belegte er bei den Mittelmeerspielen in Oran mit 69,26 m den achten Platz und im Jahr darauf schied er bei den Weltmeisterschaften in Budapest mit 69,98 m in der Qualifikationsrunde aus. 2024 gewann er bei den Balkan-Meisterschaften in Izmir mit 74,33 m die Bronzemedaille hinter dem Türken Özkan Baltacı und Serghei Marghiev aus Moldau. Kurz darauf wurde er bei den Europameisterschaften in Rom mit 72,64 m Zwölfter. Im Jahr darauf belegte er bei den Balkan-Meisterschaften in Volos mit 74,49 m den vierten Platz.